# Glenn Fleshler
Glenn Fleshler (New York, 24 september 1968) is een Amerikaans acteur.

## Biografie
Glenn Fleshler werd geboren in Queens, een stadsdeel van New York. Hij groeide op in een joodse familie. In 1990 behaalde hij in de richting theater een bachelor aan SUNY Albany, een universiteit in de staat New York. Nadien behaalde hij een master aan de Tisch School of the Arts.

## Carrière
Begin jaren 1990 begon Fleshler aan zijn acteercarrière. Aanvankelijk was hij vooral actief in de theaterwereld. In 1993 maakte hij zijn tv-debuut met een kleine bijrol in de politieserie Homicide: Life on the Street. Hij vertolkte in de reeks een moordenaar. Ook in de rest van zijn carrière zou hij meermaals als de schurk getypecast worden.
Na de eeuwwisseling werkte hij mee aan Broadway-producties als Guys and Dolls (2009), The Merchant of Venice (2010) en Death of a Salesman (2012). In diezelfde periode verwierf hij bekendheid met zijn bijrollen in tv-series als Damages (2010), Delocated (2010–2012) en Boardwalk Empire (2011–2013). In 2014 vertolkte hij de seriemoordenaar Errol Childress in het eerste seizoen van de misdaadserie True Detective (2014).
In de daaropvolgende jaren acteerde Fleshler in films als A Most Violent Year (2014), Rock the Kasbah (2015) en Suburbicon (2017), maar bleef hij vooral bekend van zijn vele tv-vertolkingen. Zo werkte hij mee aan onder meer Elementary (2015), Hannibal (2015) en The Night Of (2016).
Sinds 2016 vertolkt hij juridisch raadgever Orrin Bach in de dramaserie Billions. In 2018 werkte hij mee aan de misdaadseries Waco en Barry.

## Filmografie

### Film
- A Price Above Rubies (1998)
- Astronomy of Errors (2000)
- Threads (2002)
- Henry's Crime (2010)
- All Good Things (2010)
- Margaret (2011)
- The Immigrant (2013)
- Blue Jasmine (2013)
- Gods Behaving Badly (2013)
- Delivery Man (2013)
- God's Pocket (2014)
- The Cobbler (2014)
- A Most Violent Year (2014)
- Rock the Kasbah (2015)
- The Rendezvous (2016)
- Suburbicon (2017)
- Irreplaceable You (2018)
- The Seagull (2018)
- High Flying Bird (2019)
- Joker (2019)

### Televisie (selectie)
- Homicide: Life on the Street (1993)
- Sex and the City (1998)
- Fringe (2008)
- Law & Order (2002–2008)
- Damages (2010)
- The Good Wife (2010)
- Delocated (2010–2012)
- Boardwalk Empire (2011–2013)
- True Detective (2014)
- Blue Bloods (2014)
- Resurrection (2014)
- Elementary (2015)
- Hannibal (2015)
- The Following (2015)
- The Night Of (2016)
- Law & Order: Special Victims Unit (2002–2017)
- Billions (2016–)
- Waco (2018)
- Barry (2018)
- Maniac (2018)